# Panula contacta
Panula contacta är en fjärilsart som beskrevs av Walker 1858. Panula contacta ingår i släktet Panula och familjen nattflyn. Inga underarter finns listade i Catalogue of Life.